# Васил Костов (футболист)
Васил Костов-Панчо е български футболист, полузащитник, десен външен халф.
Роден на 2 януари 1988 година в София.
Започва да играе като дете в инкубатора за футболни таланти от столичния квартал „Красна поляна“ ФК Септември", а по-късно играе в младежките гарнитури на ПФК Славия (София).
Преминава в отбора на Рилски спортист, където играе в продължение на 2 години.
След престоя си в Самоков играе отново за Септември Сф а следващият полусезон вече играе за ФК Сливнишки герой (Сливница), с който става шампион през 2011 година.
Подписва професионален договор с отбора от Сливница за период от 2 години, но през ноември разтрогва по взаимно съгласие.